# Gaspard Collignon
Gaspard Collignon ou Colignon est un sculpteur français dont ignore la date et le lieu de naissance, et qui est mort en 1702.

## Biographie
Peu d'œuvres de Gaspard Collignon sont connus bien que le sculpteur ne soit pas un inconnu et que ses talents ont été reconnus par Jean-Aimar Piganiol de La Force et Germain Brice.
L'intervention de Gaspard Collignon au château de Versailles vient probablement de ses rapports avec Charles Le Brun. Sa première œuvre importante est le tombeau de la mère du premier peintre du roi, Julienne Le Bé, décédée en 1668, se trouvant à l'église Saint-Nicolas-du-Chardonnet qu'il a réalisé d'après les dessins du premier peintre. Il a sculpté l'ange.
En 1676, il a sculpté le buste en marbre de Charles Le Brun qui se trouvait à l'Accademia di San Luca, à Rome.
Il a sculpté la Victoire du tombeau de Nicolas Bautru des Matras, marquis de Vaubrun, tué le 1er août 1675 à la bataille d'Altenheim, sur lequel il a travaillé avec Antoine Coysevox, entre 1677 et 1678. Il n'a été posé dans la chapelle du château de Serrant qu'en 1704. Les deux sculpteurs ont été payés séparément.
D'après les comptes des bâtiments du roi, il participe à la décoration de l'aile du Midi du château de Versailles à partir de 1682. Il fait « une figure de pierre pour la grande aisle », la Musique, des « trophées » avec Garnier. Il est mentionné dans les comptes de février à août 1683 avec les sculpteurs Jean-Jacques Clérion, Martin Carlier, Jean Cornu, Antoine Coysevox, Jean Drouilly, Anselme Flamen, François Fontelle, Jacques Houzeau, Simon Hurtrelle, Pierre Laviron, Pierre Legros, Mathieu Lespagnandelle, François Lespingola, Philippe Magnier, Pierre Mazeline, Simon Mazière, Michel Monier, ... ayant réalisés les masques sur le pourtour de la pièce d’eau sous le Dragon, ainsi que des vases.
En 1685, il reçoit la commande d'un « groupe d'enfants pour le petit parc » mais il ne l'exécute pas car il rend en 1686 l'acompte qu'il avait reçu au moment de la commande.

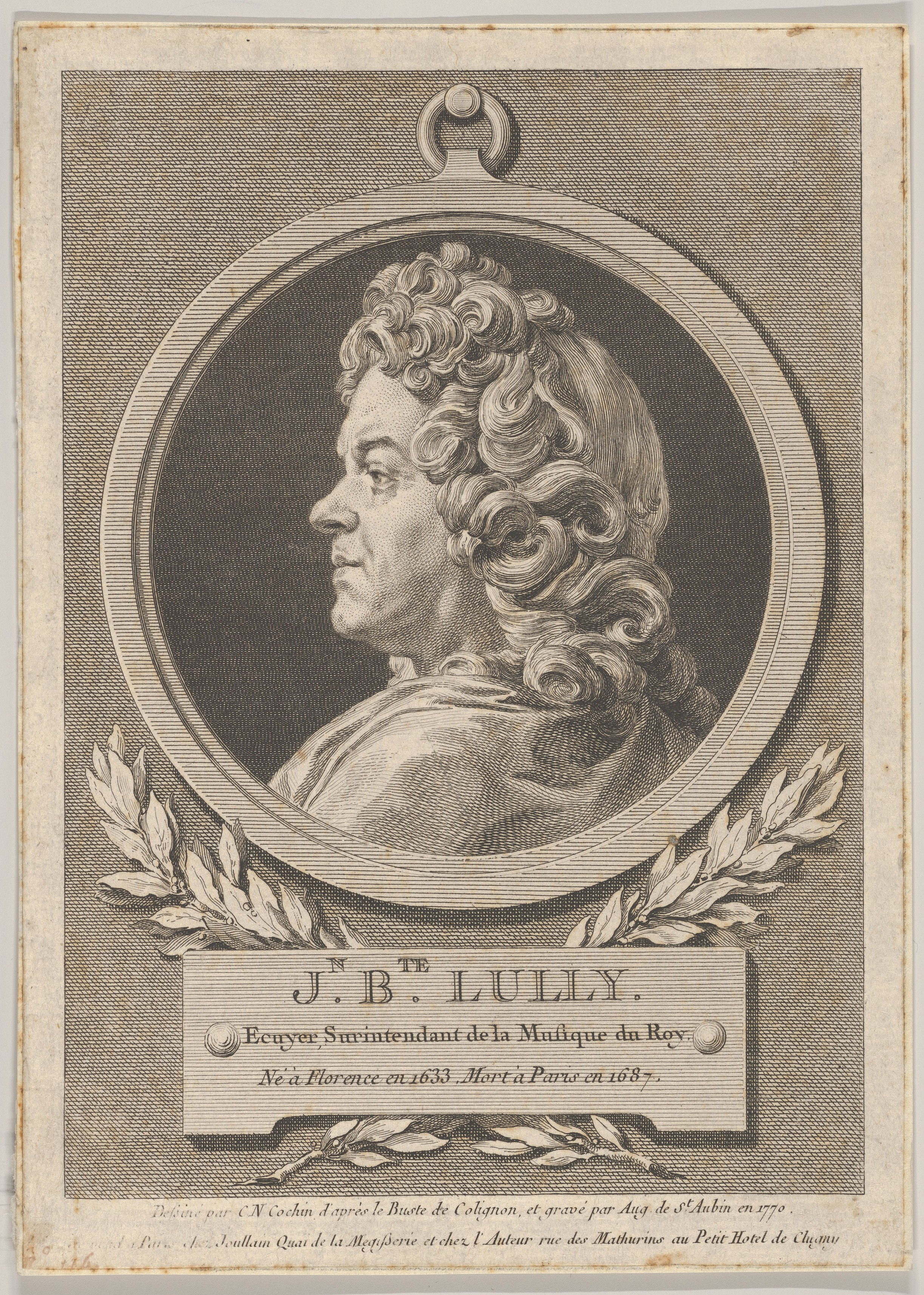
Portrait de Lully dessiné par C. N. Cochin d'après le buste de Collignon et gravé en 1770 par Augustin de Saint-Aubin

Après le mort de Jean-Baptiste Lully, 22 mars 1687, sa veuve, Magdelaine Lambert, passe un marché le 11 janvier 1689 avec le sculpteur parisien Pierre Cotton, élève des frères Anguier et 2e prix de sculpture de l'Académie royale de peinture et de sculpture pour réaliser son tombeau dans l'église des religieux Augustins Réformés à Paris, actuelle église Notre-Dame-des-Victoires. Il est prévu de placer au sommet du tombeau un buste de Lully. Ce buste en bronze a disparu quand l'église a été pillée pendant la Révolution et ce buste a disparu. Le marché précise qu'il a été donné par la veuve de Lully. Une gravure de ce buste par Augustin de Saint-Aubin vu de profil en 1770 indique qu'il a été réalisé par François Collignon.
Il travaille au salon de l'hôtel des Titon du Tillet, rue de Montreuil, où il a exécuté « des figures de grandeur naturelle dans des niches qui représentent les saisons ... de même que les bas-reliefs en couleur de bronze au-dessus ». L'hôtel a été détruit en 1872.
À une date inconnue, il a exécuté un projet de tombeau dont un dessin de B. Picart a été trouvé au musée des beaux-arts de Copenhague. Ce modèle n'a pas été suivi d'une exécution.